# حوزه انتخابیه ملکان
حوزهٔ انتخابیه ملکان و لیلان از حوزهٔ انتخاباتی استان آذربایجان شرقی ایران است که به مرکزیت ملکان می‌باشد.

## نمایندگان

### دورهٔ پنجم
سلمان خدادادی

### دورهٔ ششم
سلمان خدادادی

### دورهٔ هفتم
سلمان خدادادی

### دورهٔ هشتم
سلمان خدادادی

### دورهٔ نهم
شهروز افخمی

### دورهٔ دهم
سلمان خدادادی

### دورهٔ یازدهم
سید علی موسوی

### دورهٔ دوازدهم
زهرا خدادادی